# 望景亭
望景亭（旧濱本家住宅）（ぼうけいてい・きゅうはまもとけじゅうたく）は姫路文学館内にある国の登録有形文化財。濱本八治郎の別荘として大正時代に建てられたものを補修した木造平屋建・入母屋造桟瓦葺の建築物であり、40畳の和室と茶室がある。皇族の賀陽宮が騎兵第10連隊長だった際、居住地として利用していた時もあった。

## 概要
1958年に姫路市の公共施設になり、男山市民寮、結婚式場「瑞泉閣」として多くの市民に利用された。姫路文学館建設の際には和室と茶室を残しその他の建物を取り壊した。「望景亭」の名の由来は姫路文学館会館の際に裏千家千宗室 (15代)による命名。

## アクセス
姫路駅（JR西日本）から男山の付近へ徒歩約8分。